# Districte de Sanga
El districte de Sanga és un districte de Moçambic, situat a la província de Niassa. Té una superfície de 12.185 kilòmetres quadrats. En 2007 comptava amb una població de 56.165 habitants. Limita a l'oest amb el districte de Lago, al sud amb el districte de Chimbonila, a l'est amb els districtes de Muembe i Mavago i al nord amb la República de Tanzània.

## Divisió administrativa
El districte està dividit en quatre postos administrativos (Lussimbeze, Macaloge, Matchedje i Sanga), compostos per les següents localitats:
- Posto Administrativo de Lussimbeze:
  - Cajamba
  - Luchimua
  - Nsauca
- Posto Administrativo de Macaloje:
  - Macaloge
- Posto Administrativo de Matchedje:
  - Matchedje
- Posto Administrativo de Sanga:
  - Sanga